# Timråpartiet
Timråpartiet (TimP) är ett lokalt politiskt parti i Timrå kommun.  

## Historik
Partiet bildades i mars 2014 som Nätverk Timrå (NÄTIM) av avhoppade socialdemokrater och ställde upp i valet 2014. I valet 2014 blev Nätverk Timrå fjärde största parti i kommunen med 7,17% av rösterna och tog tre av kommunfullmäktiges 41 mandat. I valet 2018 växte partiet och fick 8,9% av rösterna och tog fyra mandat i kommunfullmäktige. Partiledare är Robert Thunfors. 
Timråpartiet ser sig som tvärpolitiskt med fokus på kommunens medborgare. Partiets mål är att värna kommunens kärnverksamheter, skola, vård och omsorg. Partiet har medlemmar från alla politiska färger.  Timråpartiet valde till en början att använda ett system med talespersoner som påminner om Miljöpartiets språkrör. Från 2017 gick dock Timråpartiet från systemet med talespersoner. Robert Thunfors är partiordförande tillika partiledare och Lotta Borg är partisekreterare och gruppledare för Timråpartiet i Timrå kommun.  
Timråpartiet finns representerade i kommunstyrelsen, socialnämnden, barn- och utbildningsnämnden samt bygg- och miljönämnden. Timråpartiet fick också möjlighet att utse en nämndeman till Sundsvalls tingsrätt.  
Efter valet 2018 är Timråpartiet representerade i: 
Kommunstyrelsen, socialnämnden, barn- och utbildningsnämnden, bygg- och miljönämnden, kultur- och tekniknämnden, valnämnden, Medelpads Räddningstjänstförbund, AB Timråbo och Timrå Invest AB. Timråpartiet får också en möjlighet att utse en nämndeman till Sundsvalls tingsrätt.

## Valresultat
| År   | Röster | %     | Mandat  |
| ---- | ------ | ----- | ------- |
| 2014 | 844    | 7,17  | 3 av 41 |
| 2018 | 1 060  | 8,78  | 4 av 41 |
| 2022 | 1 348  | 11,49 | 5 av 41 |